# Ziekte van Marek
De ziekte van Marek ookwel marekse verlamming is een zeer besmettelijke ziekte bij kippen veroorzaakt door een herpesvirus en is een van de meest voorkomende aandoeningen bij pluimvee.
De ziekte werd voor het eerst beschreven in 1907 door haar naamgever de Hongaarse dierenarts József Marek (1868-1952). Het wordt veroorzaakt door een herpesvirus dat bekendstaat als Marek's disease virus (MDV). De ziekte wordt gekarakteriseerd door aanwezigheid van T-cel-lymfoom evenals de infiltratie van zenuwen en organen door lymfocyten. Vaccinatie van het kuiken binnen 24 uur na uitkomst is de enige bekende methode om de ontwikkeling van tumoren te voorkomen. Toch voorkomt een vaccin de verspreiding van het virus niet. Leden van de MDV-virusfamilie kunnen ook ziekten bij kalkoenen en andere vogels veroorzaken.

## Verschijnselen
De ziekte van Marek kent drie verschijningsvormen; 

### neuraal (ook wel klassiek genoemd)
Bij deze verschijningsvorm bepalen de zenuwen die zijn aangetast het ziektebeeld. De klassieke (neurale) vorm is het gevolg van de aantasting van diverse lichaamszenuwen. Vaak treden er bewegingsstoornissen op zodra de pootzenuwen zijn aangedaan. Verder ook bijvoorbeeld pootverlamming, vleugelverlamming, ademnood of kropverlamming. Sterfte treedt op bij dieren die tegen de leg zijn.

### visceraal (of acuut)
Viscerale of acute marek wordt gekenmerkt door plotselinge hoge uitval zonder specifieke symptomen. Bij deze vorm treedt tumorvorming in inwendige organen op. De ziekte openbaart zich meestal tussen de 10 en 13 weken leeftijd, maar kan ook op latere leeftijd verschijnselen veroorzaken.

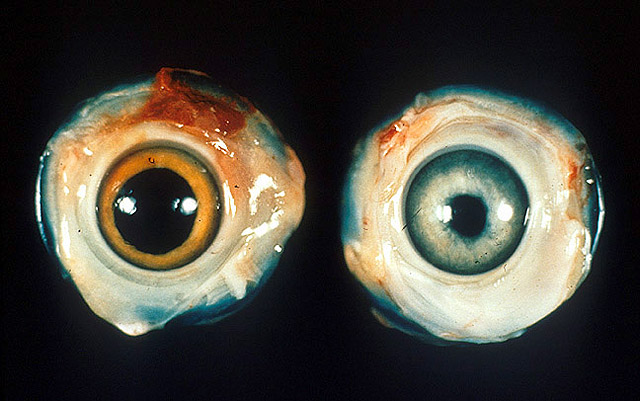
Normaal kippenoog links, oog van kip met oculaire verlamming rechts

### oculair
Bij de oculaire vorm wordt de iris van het oog aangetast, waardoor deze grijs verkleurt en een onregelmatige vorm krijgt. 

## Diagnose
De ziekte kenmerkt zich door tumorvorming van weefsel dat afweerstoffen produceert. De tumoren vormen zich in verschillende lichaamszenuwen, in organen (lever, milt, nieren, longen hart en geslachtsorganen), in de spieren en in de huid. Soms wordt de iris van het oog aangetast. De klassieke (neurale) vorm is het gevolg van de aantasting van diverse lichaamszenuwen. Vaak treden er bewegingsstoornissen op zodra de pootzenuwen zijn aangedaan. Viscerale of acute marek wordt gekenmerkt door plotselinge hoge uitval zonder specifieke symptomen. Bij deze vorm treedt tumorvorming in inwendige organen op. De ziekte openbaart zich meestal tussen de 10 en 13 weken leeftijd, maar kan ook op latere leeftijd verschijnselen veroorzaken. Pathologisch onderzoek en histologie geven aanwijzingen voor de ziekte van Marek. PCR-bloedtesten kunnen de ziekte detecteren en een juiste test kan de antilichamen van een gevaccineerde vogel onderscheiden van een echt marek-positieve vogel.

## Preventie
Het virus komt overal voor waar kippen worden gehouden. De aandoening behoort tot een van de meest besmettelijke pluimveeziektes. Met name jonge kuikens zijn zeer gevoelig voor infectie. 
(Commerciële) kuikens worden gevaccineerd tegen een of meerdere serotypen van het virus met een levend vaccin. Dit kan op de eerste levensdag of zelfs al tijdens het broedproces. Vanaf ongeveer 6 weken leeftijd bouwen de kuikens natuurlijke resistentie op tegen tumorgroei als gevolg van marekvirus, volledig resistentie wordt pas na ongeveer 16 weken bereikt. Dit onderstreept het belang van goede hygiëne voor jonge kuikens die nog onvoldoende beschermd zijn de eerste dagen na vaccinatie.

## Behandeling
Behandeling van de ziekte van Marek is niet mogelijk als de dieren eenmaal zijn besmet. Er zijn geen geneesmiddelen die een genezing kunnen bewerkstelligen.
Vaccinatie is de enige bekende methode om de ontwikkeling van tumoren te voorkomen wanneer kippen met het virus zijn geïnfecteerd. Toediening van vaccins verhindert de overdracht van het virus echter niet, d.w.z. het vaccin steriliseert niet. Het vermindert echter de hoeveelheid virusschade in de huidschilfers, waardoor de verspreiding van de ziekte wordt verminderd. Het wordt aanbevolen om koppels die positief zijn voor de ziekte van Marek te isoleren, zonder dat er een vogel wordt geïntroduceerd of het koppel verlaat. Strikte bioveiligheid en goede reiniging zijn essentieel. 
Een goed dieet, regelmatige ontworming en vitaminesupplementen kunnen ook helpen om geïnfecteerde groepen gezonder te houden. Het verminderen van stress is ook een belangrijk onderdeel, omdat stress vaak ziekte met zich meebrengt bij vogels die besmet zijn met de ziekte van Marek.